# Tele-X
Tele-X — перший супутник зв'язку, який обслуговував скандинавські країни. Він був запущений 2 квітня 1989 року ракетою-носієм Ariane 2 з космодрому Куру у Французькій Гвіані. Проектом управляла Шведська космічна корпорація (Swedish Space Corporation) а виробниками виступили Aérospatiale та Saab Ericsson Space. Виготовлення Tele-X проходило на основі платформи Spacebus 300. 16 січня 1998 року паливо в супутнику було вичерпано і він був перенесений на орбіту захоронення. На його заміну 12 листопада 1997 року був запущений Sirius 2.
Серед телеканалів що траслював цей супутник були TV4 Sweden, Kanal 5 Sweden, NRK і Filmnet. Крім того він транслював радіо для TT, The Voice Danmark, Radio Sweden, Rix FM, Mix Megapol та NRJ. Також він використовувався для інтернет-з'єднань в деяких університетах у Східній Європі. Зокрема через цей супутник в лютому 1993 року у Львові в Інституті фізики конденсованих систем НАН України було здійснене перше в Україні пряме включення у глобальний Інтернет через супутниковий канал зв'язку. Це було здійснено в партнерстві зі Шведською космічною корпорацією у рамках проекту UARNet – Українська академічна і дослідницька мережа.